# Грунський Микола Кузьмович
Мико́ла Кузьми́ч Гру́нський (*28 вересня (10 жовтня) 1872, Суми — †13 серпня 1951, Київ) — український мовознавець-славіст, текстолог, доктор філологічних наук (1912), професор Київського університету, Заслужений діяч науки УРСР.

## Біографія
Народився 28 вересня (10 жовтня) 1872 року в місті Сумах у сім’ї дрібного урядовця. Середню освіту здобув у сумській Олександрівській гімназії, вищу — на історико-філологічному факультеті  (слов'яно-російське відділення) Харківського університету. Ще студентом за свій твір „Умственное движение Руси в 16 веке“ 1894 року був нагороджений золотою медаллю. Після закінчення університету в 1896 році був залишений при ньому для підготовки до професорського звання по кафедрі слов’янської філології. Склавши в 1899 році магістерські іспити, з 1900 року був прийнятий у приват-доценти і спочатку читав курси з історії слов’янських літератур, потім з мов і старослов'янської палеографії. З 1903 року зайняв штатну посаду доцента з російської мови та літератури в Юр’євському університеті (нині Тартуський університет).
1907 року захистив при Новоросійському (Одеському) університеті магістерську дисертацію зі слов’янської філології і обійняв у Юр’євському ж університеті кафедру російської і слов’янських мов як екстраординарний професор, а з 1912 року, по захисті при Петербурзькому університеті докторської дисертації, дістав призначення ординарним професором. З 1915 року, бувши обраним на професора російської мови і літератури в Київському університеті, перейшов до Києва і працював тут до самої своєї смерті лише з короткими перервами.
У 1919—1920 роках був ректором Київського університету.
У 1940 роках Вища атестаційна комісія Міністерства вищої освіти СРСР за сукупність наукових праць присудила М. К. Грунському ступінь доктора філологічних наук. 1941 року присвоєно звання заслуженого діяча наук УРСР.
Один із небагатьох українських мовознавців, хто успішно пережив радянський терор 1930-х років, у 1941-му він не евакуювався на Схід, натомість його праці виходили друком у часи німецької окупації. Він очолив Інститут мовознавства та правописну комісію відновлення "харківського" правопису (проти прийняття якого виступав). У ці ж роки його долучили до числа українських академіків (хоч сама Українська академія наук у Києві фактично не діяла). Окупаційна управа міста Києва передала професору в довічну власність його квартиру.
Восени 1943-го, на відміну від багатьох українських інтелігентів, Грунський не виїхав на Захід, а лишився в Києві. Після повернення радянської влади знову був призначений керівником кафедри російської мови та поновлений на посаді декана, яку він обіймав з 1938 року. Лише в 1950 році через хворобу був змушений відійти від навчально-адміністративної роботи.

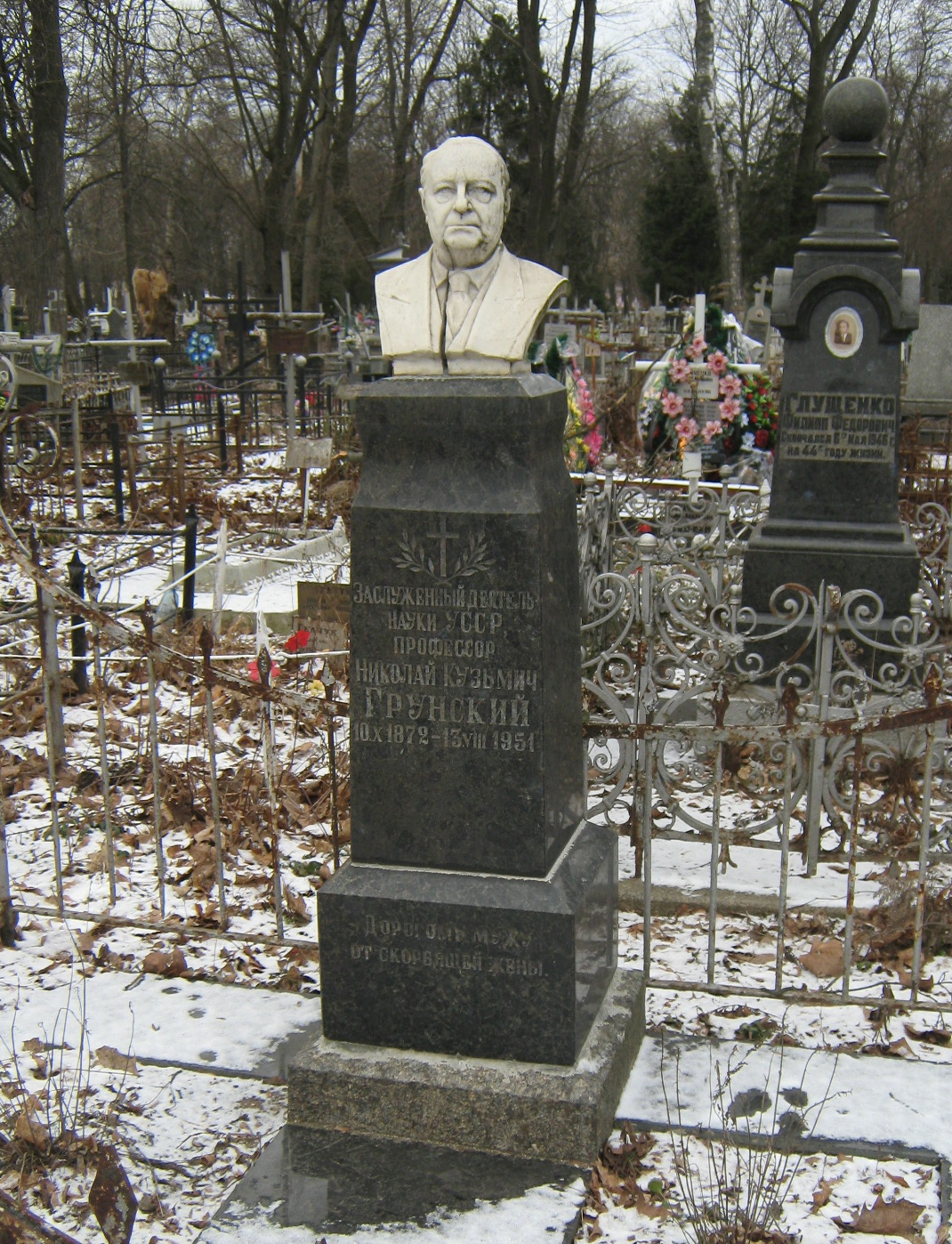
Могила Миколи Грунського

Помер 13 серпня 1951 року. Похований у Києві на Лук'янівському цвинтарі (ділянка № 21 ряд 6, місце 11).

## Наукова діяльність
Основні наукові праці присвячені проблемам походження старослов'янського письма, мові давніх пам'яток старослов'янської писемності (Київських глаголичних листків, Зографського та Охридського євангелій тощо), історії слов'янських мов.
Брав активну участь у підготовці українського правопису.
У некролозі Юрій Шевельов так оцінював доробок ученого:
«Наукова діяльність Грунського була зосереджена навколо трьох головних питань: історія вивчення синтакси слов’янських мов, мова деяких пам’яток староцерковно-слов’янської мови і «Слово о полку Ігореві». Першому питанню була присвячена найбільша обсягом праця небіжчика «Очерки по исторіи разработки синтаксиса славянскихъ языковъ», видана перед І світовою війною в Юр’єві (цей двотомник побачив світу 1910-1911 рр.) Праця не відзначається якою-небудь ширшою самостійною концепцією, але корисна своїм скупченням матеріялу. У царині пам’яток староцерковнослов’янської мови Грунський зосередив свою увагу головно на дослідженні двох невеликих обсягом, але важливих характером текстів: так званих фрайзінґенських уривків і київських листків. Він вивчав їх не лише мовно, але й палеографічно. Частина статтів на ці теми була оголошена українською пресою в «Записках Історично-філологічного відділу» Всеукраїнської Академії Наук. Праця над «Словом о полку Ігоревім» зосереджувалася на коментуванні окремих «темних місць» тексту і на його популяризації. Крім того, Грунський брав участь у виданні низки різних підручників і загальних курсів, здебільшого в співробітництві з іншими авторами, але в усіх цих випадках ініціятива і переважна частина праці належала звичайно тим авторам.
Загалом у своїй науковій праці Грунський стояв осторонь широкої проблематики, а коли брався до неї, то здебільшого тільки переказував погляди інших. За типовий зразок цього може правити його стаття «Основи та проблеми сучасної лінгвістики» («Записки Іст.-філ. відділу» ВУАН, 1929), де він переповідає погляди найрізноманітніших сучасних мовознавців, обмежуючися на застереженнях щодо окремих пунктів і на спробах примирити найсуперечливіші погляди й концепції.
І в своїй науково-організаційній діяльності Грунський зберігав такий же холодний спокій і брак якихось особливих ентузіястичних зацікавлень. Буйний розвиток українського наукового руху навколо Академії Наук у Києві в двадцятих роках не надто захопив його. Спершу він стояв осторонь від Академії; коли ж вона набрала сили, він почав друкуватися в її виданнях (від 1926-27 року), але ніколи не брав ближчої участи в праці академічних інститутів і комісій. Це дало Грунському змогу уникнути репресій, застосованих владою проти співробітників Академії, як також і уникнути потреби надмірної «самокритики». Цій же властивості свого характеру Грунський завдячує, мабуть, і те, що пережив німецьку окупацію і був безперешкодно поновлений в усіх правах після повернення більшовиків.
За 35 років своєї праці в Київському університеті Грунський не виховав своєї школи. Його учні численні, є серед них визначні і невизначні, але перші завдячують своє становище насамперед самим собі, а не тому, чого навчилися в свого учителя. Не бувши ученим великої міри, Грунський не був також і педагогом, що пориває й захоплює своїх слухачів.
Головною заслугою Грунського було те, що своєю нейтральністю й гнучкістю він не раз мимохіть пом’якшував урядові нагінки, що могли б мати ще спустошливіші наслідки, якби на місці Грунського перебувала людина активно-вислужницького характеру.»
Леонід Булаховський своєю чергою відзначив:
«Після Жовтневої революції М. К. зацікавився роботою над українською мовою і став багато та енергійно працювати на цій новій для нього ділянці слов’янської філології переважно як популяризатор і майже виключно разом з іншими — своїми учнями по Київському університету.
По принципових питаннях мовознавчої науки М. К. в останні роки свого життя майже не висловлювався, але з певністю можна сказати, що концепції М. Я. Марра в ньому прибічника не знаходили і, коли йшлося про них ще в час панування марризму, М. К., який завжди ввічливо і уважно ставився до того, що при ньому говорилось, тільки мовчки стримував ледве помітну іронічну посмішку.»

### Праці
- «Пам'ятки і питання давньослов'янської писемності» (1904—1906)
- «Нариси з історії розробки синтаксису слов'янських мов» (1910—1912) (Дисертація: «Очерки по истории разработки синтаксиса славянских языков». Т. 1-2 Санкт-Петербург : Сенат. тип.),
- «Білоруська мова в її минулому та сучасному вивченні» (1930),
- «Граматика давньоцерковнослов'янської мови» (1906),
- «Українська граматика» (1918),
- «Вступ до слов'янського мовознавства» (1941),
- «Українська мова» (1926);
- Грунський М. Розділові знаки / проф. М. Грунський та М. Мироненко. – 2-ге вид. – Харків : Держ. вид-во України, 1930. – 116 с. [Архівовано 19 вересня 2020 у Wayback Machine.]
- Грунський М. Основи нового українського правопису / проф. М. Грунський. – Авторове вид. – Київ : б. в., 1929. – 46 с. [Архівовано 11 серпня 2020 у Wayback Machine.]